# 1967 en aéronautique
Chronologie de l'aéronautique
- 1963
- 1964
- 1965
- 1966
- 1967
- 1968
- 1969
- 1970
- 1971

Cet article présente les faits marquants de l'année 1967 en aéronautique.

## Événements
- 27 janvier : le vaisseau Apollo 1 est détruit par un incendie lors d'un exercice au sol et entraîne la mort des astronautes américains Virgil Grissom, Edward White et Roger Chaffee.

- 8 février : premier vol de l'avion suédois Saab 37 Viggen.
- 10 février : premier vol de l'avion expérimental ADAV Dornier Do 31.
- 22 février : signature de l'Anglo-French Helicopter Agreement autorisant la conception conjointe de l’hélicoptère de transport Puma, celui de reconnaissance Gazelle, et celui de combat terrestre et naval Lynx[1].

- 13 mars : le vol 406 South African Airways s’écrase dans l’océan Indien à l’approche d’East London, en Afrique du Sud.

- 3 avril : Sud-Aviation prend le contrôle de Potez[2].
- 9 avril : premier vol de l'avion de ligne Boeing 737.
- 17 avril : lancement de la sonde américaine Surveyor 3 qui doit se poser sur la Lune.
- 20 avril : la sonde Surveyor 3 se pose sur la Lune.
- 23 avril : lancement de la capsule spatiale Soyouz 1 avec Vladimir Komarov à son bord.
- 24 avril : la capsule Soyouz 1, qui a dû écourter sa mission, s'écrase à l'atterrissage entraînant la mort du cosmonaute russe.

- 9 mai : premier vol de l'avion de ligne Fokker F28.

- 1er juin : deux Sikorsky HH-3E traversent l'océan Atlantique sans escales de New York au Bourget en 30 heures et 46 minutes[3].
- 5 juin :
  - Boeing livre son 1 000e avion de ligne à la compagnie American Airlines, il s'agit d'un Boeing 707-120B.
  - Début de la guerre des Six Jours opposant Israël aux pays arabes de la région. Les raids aériens israéliens annihilent quasiment toutes les forces aériennes égyptiennes, syriennes et jordaniennes en cette seule journée.
- 10 juin : fin de la guerre des Six Jours qui a démontré l'écrasante supériorité aérienne d'Israël.
- 24 juin : inauguration de l'aéroport international d'Ivato à Madagascar.

- 2 juillet : premier vol du prototype du chasseur-bombardier soviétique Soukhoï Su-24. Ce prototype est alors doté d'une aile delta.

- 25 septembre : accord pour la construction de l’Airbus entre la France, la Grande-Bretagne et l’Allemagne.

- 3 octobre : record mondial de vitesse (7 297 km/h, soit Mach 6,72) obtenu avec le North American X-15, piloté par William Knight. Record battu en 2001 seulement.
- 23 octobre : premier vol du bombardier d'eau Canadair CL-215.
- 25 octobre : échec du troisième et dernier tir de la fusée française Cora.

- 16 novembre : le vol 2230 Aeroflot s’écrase après le décollage de l’aéroport de Koltsovo en Russie.

- 11 décembre : première présentation de l’avion supersonique Concorde à l’usine de construction Sud-Aviation de Blagnac.